# Telford House

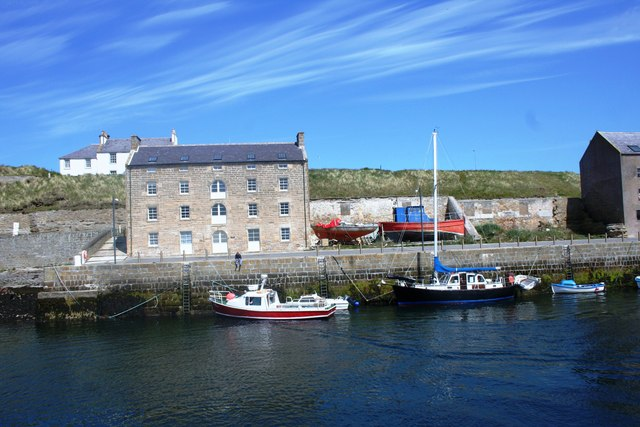
Telford House

Telford House ist ein ehemaliger Bodenspeicher und heutiges Wohngebäude in der schottischen Ortschaft Burghead in der Council Area Moray. 1971 wurde das Bauwerk in die schottischen Denkmallisten zunächst in der Kategorie B aufgenommen. Die Hochstufung in die höchste Denkmalkategorie A erfolgte 1988.

## Geschichte
Der heutige Burghead Harbour wurde bis 1810 etabliert. Zum Warenumschlag wurden entlang des Piers zugehörige Speichergebäude an der Granary Street errichtet. Da die Hafenanlagen von Thomas Telford geplant worden waren, wurde vorliegendes Gebäude später als Telford House bezeichnet. Es wurde um 1810 fertiggestellt. Der Speicher gehörte zu einer Zeile von Bodenspeichern. Das Nachbargebäude wurde zwischenzeitlich abgebrochen. Mit den Gebäuden 1–8 North Quay und 72 Granary Street sind zwei weitere erhaltene Gebäude denkmalgeschützt. Im Jahre 2010 wurde Telford House zu einem Wohngebäude mit mehreren Wohneinheiten umgenutzt.

## Beschreibung
Es handelt sich um das abschließende Gebäude am Westende der Straße. Es war der höchste Speicher der Gebäudezeile. Das vierstöckige Telford House ist in den Hang gebaut, sodass es straßenseitig im ersten Obergeschoss betreten wird. Seine Sichtsteinfassaden sind hafenseitig fünf und straßenseitig drei Achsen weit. Hafenseitig ist die Zentralachse mit dem Hauptportal sowie den darüberliegenden Ladetoren rundbogig mit Schlusssteinen ausgeführt. Die erweiterte Eingangstüre entlang der Straße ist über eine kurze Vortreppe zugänglich. Das abschließende Satteldach ist mit Schiefer eingedeckt. Sein First ist mit Steinkappen ausgeführt. Die Kamine sind giebelständig.